# جون مكينيس (سياسي)
جون مكينيس هو سياسي كندي، ولد في 25 يونيو 1879، وتوفي في 23 مارس 1972. حزبياً، نشط في Socialist Party of Canada ‏.